# マスクROM
マスクROM（マスクロム、Mask ROM）とは、コンピュータシステムで使用される記憶装置の一種で、記録されている内容を書き換えることができない不揮発性メモリのことを指す。

## 概要
マスクROMは集積回路の配線によって記憶情報を構成し、読み出せる内容が半導体製造に用いるフォトマスクによって固定されることから、マスクROMと呼ばれる。
一般にCPUの主記憶の一部として利用されるが、外部記憶装置の形で利用される場面も多い。
大量生産時にチップ単価を安く抑えられる点から、ボリュームの出る(数万台以上の出荷が見込める)ゲーム機のソフトや組み込み機器で多く使われている。
近年の組み込み機器に関しては、後述するデメリットから、1980年代にはPROMやUV-EPROMに、1990年代中頃以降はフラッシュメモリに置き換えられているものも多い。

## 用途
- ゲーム機のソフトウェア供給媒体 (ROMカートリッジ/ロムカセット)
- 組み込みシステムのファームウェア
  - 1チップマイコン内蔵のプログラムコード/データ用ROM
  - 外付けのプログラムコード/データ用ROM
- プリンタやグラフィックコントローラの漢字(フォント)ROM
- 音楽機器の音色データ
- 電子辞書の辞書データ
- CPUのマイクロコード

漢字ROMや音色ROMのように、内容の変更が不要なものに最も向いている。例えば、セイコーエプソン製のメロディICのROMにはマスクROMが用いられている。

## メリット/デメリット
メリット
- PROM、EPROM、フラッシュメモリに比べ、量産時のコストを低くできる。
- セル構造や周辺回路が半導体メモリの中で最も単純[注釈 1]なため、集積度を高くできる。

デメリット
- 初期費用としてマスク開発費用がかかる。
- マスク製造に数日～1ヶ月程度の期間が必要なため、量産開始までに時間がかかる。
- 記録内容を変更するには、マスクを作り直す以外にないため、バグ修正などを目的としたプログラムのアップデートはできない[注釈 2]。

## ゲーム機のROMカートリッジとコスト/容量
半導体プロセスの微細化に伴い、最大64MByteとなる大容量の製品も製造が可能であった（生産終了済）。
1980年代前半のゲーム機であるファミコンの初期のROMカートリッジに搭載されたマスクROMは32KByte程度であったが、
2000年代後半にはニンテンドーDS用のものとして64MByteまで実用化された。
2007年、最大の供給元であるマクロニクス社からマスクROMの終売が発表され、2012年3月31日を持ってゲーム機向けROMカートリッジ用のマスクROMは生産終了となった。
ニンテンドーDS後期や、2011年2月26日登場のニンテンドー3DS以降はマスクROMに代わりフラッシュメモリが採用されている。